# Zerosettanta - Circo Massimo
Zerosettanta (reso graficamente 070) - Circo Massimo è una serie di concerti-evento di Renato Zero che si sono svolti dal 23 settembre al 1º ottobre 2022 presso il Circo Massimo a Roma per un totale di sei concerti, in occasione del settantaduesimo compleanno del cantautore. 

## Le date
| # | Giorno            | Città | Luogo         |
| - | ----------------- | ----- | ------------- |
| 1 | 23 settembre 2022 | Roma  | Circo Massimo |
| 2 | 24 settembre 2022 | Roma  | Circo Massimo |
| 3 | 25 settembre 2022 | Roma  | Circo Massimo |
| 4 | 28 settembre 2022 | Roma  | Circo Massimo |
| 5 | 30 settembre 2022 | Roma  | Circo Massimo |
| 6 | 1º ottobre 2022   | Roma  | Circo Massimo |

## La storia
Durante il discorso finale dell'ultima tappa del tour Zero il folle in tour del 31 gennaio 2020, Renato Zero annuncia al suo pubblico di volere festeggiare i suoi 70 anni con un grande concerto nella sua Roma. A causa della pandemia COVID-19, l'ipotesi del concerto sfuma e durante il lockdown Renato Zero lavora su alcune partiture del passato, scrive nuove canzoni con alcuni suoi storici collaboratori quali Vincenzo Incenzo, Adriano Pennino, Dario Baldan Bembo e il giovane Lorenzo Vizzini dando alla luce un triplo album di inediti con un totale di 39 brani, l’album-celebrazione dei suoi settant’anni, Zerosettanta. Successivamente, in concomitanza con l’annuncio della pubblicazione del suo primo progetto editoriale (il libro e album di musica sacra Atto di fede), Renato Zero annuncia la serie di concerti-evento (inizialmente quattro, poi aumentati a sei), seppur con due anni di ritardo dal suo settantesimo compleanno. Lo stesso artista afferma di voler festeggiare questa importante cifra "con un po' di ritardo, ma con lo stesso entusiasmo di sempre". Pochi giorni dopo la messa in vendita dei biglietti delle prime quattro date (23, 24, 25 e 30 settembre), questi vanno sold-out e vengono quindi aggiunte due ulteriori date (28 settembre e 1 ottobre). Tutte e sei le date sono andate sold-out nel giro di così poco tempo che sono stati aggiunti ulteriori posti a quelli previsti, per un totale di oltre 100 mila spettatori totali nell'arco delle sei date. 
L'artista romano ha promosso il tour nel corso di una puntata di Domenica In e di un'intervista a Radio Italia, per poi rilasciare, pochi giorni prima dell’inizio dell’evento, un'intervista a Verissimo, in collegamento dal suo camerino. Ha inoltre promosso l’evento tramite una serie di post sui suoi profili social, accompagnati da alcune didascalie tratte da alcuni celebri brani della sua lunga carriera (come la citazione "non esiste l'impossibile, ma esiste la magia" dal brano Fantasia del 1983, o "ogni giorno racconto la favola mia" tratta da La favola mia del 1978).
Poco prima dell’inizio del primo dei concerti, diventa virale sul web e su social network come Instagram e Twitter un video nel quale si vede Renato Zero inciampare in un marciapiede, dopo aver attraversato la strada. Lo stesso artista ha ironizzato sul fatto, pubblicando un video “di risposta” nel quale lui ed alcuni membri dello staff del tour ricreano la scena, inciampando tutti sullo stesso marciapiede, uno dopo l'altro.

## L'evento
La serie di sei spettacoli è caratterizzata da scalette ed ospiti sempre diversi. Lo stesso Zero, in un'intervista rilasciata poche ore prima dell’inizio del primo concerto, afferma che "ogni sera sarà un concerto diverso con alcuni cardini fermi, brani che più di altri si sono inseriti in un certo mio cerimoniale con i fan, e con i medley accontenterò gli altri". Il luogo scelto per lo svolgimento dei concerti è il Circo Massimo, nel quale il cantautore non aveva mai tenuto concerti prima del 2022.
Nel corso degli spettacoli l’artista ripercorre il suo repertorio alternando brani tra i più celebri del suo repertorio e perle un po’ più nascoste, presentate raramente nel corso dei vari tour di Renato Zero. 
Inoltre, fra il merchandising in vendita all’ingresso del luogo del concerto, si trova Zerosettanta - La nostra storia, un libro scritto dal cantautore, autore e amico di Renato, Vincenzo Incenzo, che "racconta da un'angolatura nuova il viaggio di un artista unico e della sua gente, giocando tra romanzo, thriller e flusso di coscienza", come afferma l'autore del testo. 
Lo spettacolo del 30 settembre 2022, giorno del settantaduesimo compleanno dell'artista, viene interrotto poco dopo l'inizio del secondo tempo a causa di un nubifragio che si è abbattuto sulla città di Roma.

## Gli inediti
Nel corso delle serate vengono presentati tre brani inediti, Quel bellissimo niente, L'avventuriero e Fortunato. Un quarto inedito, Cuori liberi, viene presentato come introduzione al secondo appuntamento televisivo.

### Quel bellissimo niente
Quel bellissimo niente, utilizzato come introduzione alle varie serate, è una vera e propria dedica d’amore rivolta ai fan dell’artista. Nello scorrere dei versi, vengono ripercorsi gli anni di vita del cantautore, con molti riferimenti alla Roma da lui conosciuta, e anche alla quale è dedicato il brano. Nel corso dell’esecuzione del brano, viene proiettato sullo schermo il testo del brano. Uno dopo l'altro entrano poi i vari membri dell’orchestra e della band, per poi arrivare all’ingresso di Renato Zero, in seguito ad un'esplosione di coriandoli, foglietti in cui è riportato il testo del brano. 

### L'avventuriero
ll brano viene utilizzato come chiusura del primo tempo dello spettacolo e viene eseguito mentre nello schermo passano immagini di numerose città. In conclusione al brano, arriva sul palco una valigia che Renato Zero afferra per poi uscire dal palco e concludere così la prima parte dello spettacolo. 

### Fortunato
In ciascuna delle sei serate, l’inedito Fortunato, viene eseguito quasi alla fine del concerto, generalmente prima di Il cielo, brano che ormai da anni costituisce la chiusura degli spettacoli di Renato Zero. Così come gli altri inediti presentati nel corso degli spettacoli, il brano ha un testo particolarmente introspettivo e personale. Così come la precedente Quel bellissimo niente, Fortunato non è eseguita da Renato Zero sul palco, ma viene riprodotto un videoclip in bianco e nero di lui che interpreta il brano. Degli inediti presentati dal vivo, Fortunato è l’unico a non essere stato trasmesso nello speciale televisivo andato in onda su Canale 5 il 26 ottobre e il 2 novembre. 

### Cuori liberi
Presentato per la prima volta il 2 novembre, il brano non è stato eseguito nel corso delle sei serate al Circo Massimo, ma è stato comunque incluso all’interno dello speciale 070 - Renato Zero in concerto. Il brano fa da introduzione al secondo dei due appuntamenti televisivi e ne viene trasmesso un videoclip che vede Renato Zero viaggiare per Roma in un’automobile con direzione Circo Massimo. Durante la canzone, il cantautore sfoglia il libro Zerosettanta - La nostra storia, scritto da Vincenzo Incenzo appositamente per i concerti di Renato Zero. Una volta giunto a destinazione, Renato scende dall’automobile per dirigersi all'interno del Circo Massimo e dare inizio allo spettacolo. 

## Le scalette
Come riportato sopra, le scalette e gli ospiti variano di sera in sera, mantenendo però costante la media di circa trenta brani a serata, fra le quali numerosi medley, spesso in duetto con altri artisti.

### 23 settembre

#### Primo tempo
1. Overture
2. Quel bellissimo niente
3. Vivo
4. Niente trucco stasera
5. Voyeur
6. Spiagge
7. Cercami
8. Medley (con Jovanotti):
  1. Siamo eroi
  2. Artisti
  3. Sogni di latta
  4. Dimmi chi dorme accanto a me
9. Magari
10. Nei giardini che nessuno sa
11. Morire qui
12. Inventi (con i Neri per Caso)
13. Un uomo da bruciare
14. Medley (con Sonia Mosca e Giacomo Voli):
  1. No! Mamma, no!
  2. Svegliati
  3. La rete d’oro
  4. Tu che sei mio fratello
  5. Questi amori
  6. Uomo, no!
15. L'angelo ferito
16. Chiedi di me (Remix)
17. L'avventuriero

#### Secondo tempo
1. La favola mia
2. A braccia aperte
3. L’amore sublime
4. Resisti
5. Amico (con Morgan)
6. Qualcuno mi renda l’anima
7. Cos’è (filmato tratto da Nightmare Before Christmas)
8. Medley (con Fabrizio Moro):
  1. Il caos
  2. Fantasmi
  3. Chiedi di più
  4. Regina
  5. Che ti do
  6. Il caos
9. Rivoluzione
10. Mi vendo (Remix)
11. Monologo di Giorgio Panariello
12. Più su
13. La mia sartoria (filmato)
14. Seduto sulla Luna
15. I migliori anni della nostra vita
16. Fortunato
17. Il cielo
18. Finale

### 24 settembre

#### Primo tempo
1. Overture
2. Quel bellissimo niente
3. Vivo
4. Niente trucco stasera
5. Voyeur
6. Spiagge
7. Cercami
8. Medley (con J-Ax e Alex Britti):
  1. Fermoposta
  2. Galeotto fu il canotto
  3. Amore sì, amore no
  4. Baratto
9. Magari
10. Nei giardini che nessuno sa
11. Madame (Remix)
12. Morire qui
13. Medley (con Diodato):
  1. Ancora fuoco
  2. L'impossibile vivere
  3. Professore
  4. Non sparare!
  5. Quando parlerò di te
14. L'angelo ferito
15. Omaggio a Carla Fracci
16. L'avventuriero

#### Secondo tempo
1. La favola mia
2. A braccia aperte
3. L'amore sublime
4. La vetrina
5. Amico (con Francesco Renga)
6. Qualcuno mi renda l’anima
7. Nel perdono (cantata da Albano)
8. Cos’è (filmato tratto da Nightmare Before Christmas)
9. Rivoluzione
10. Medley (con Sonia Mosca e Giacomo Voli):
  1. Viaggia
  2. Inventi
  3. Fantasia
  4. In apparenza
  5. Amico assoluto
11. Resisti
12. Più su
13. Chiedi di me (Remix)
14. I migliori anni della nostra vita
15. Fortunato
16. Il cielo
17. Finale

### 25 settembre

#### Primo tempo
1. Overture
2. Quel bellissimo niente
3. Vivo
4. Niente trucco stasera
5. Voyeur
6. Cercami
7. Magari
8. Medley (con Sal Da Vinci):
  1. Singoli
  2. Segreto amore
  3. Oltre ogni limite
  4. Sorridere sempre
9. Amico
10. Nei giardini che nessuno sa
11. Morire qui
12. Medley (con Mario Biondi):
  1. Il jolly
  2. Amando amando
  3. Per non essere così
  4. L'equilibrista
13. L'angelo ferito
14. Più amore
15. Triangolo (Remix)
16. L'avventuriero

#### Secondo tempo
1. La favola mia
2. A braccia aperte
3. L’amore sublime
4. Il maestro
5. Resisti
6. Medley (con Sonia Mosca e Giacomo Voli):
  1. No! Mamma, no!
  2. Svegliati
  3. La rete d'oro
  4. Tu che sei mio fratello
  5. Questi amori
  6. Uomo, no!
7. La logica del tempo
8. Qualcuno mi renda l’anima
9. Mi vendo (Remix)
10. Piazza grande (con Ron)
11. Spiagge
12. Cos'è (filmato tratto da Nightmare Before Christmas)
13. Rivoluzione
14. Più su
15. Fortunato
16. I migliori anni della nostra vita
17. Il cielo
18. Finale

### 28 settembre

#### Primo tempo
1. Overture
2. Quel bellissimo niente
3. Vivo
4. Mentre aspetto che ritorni
5. Voyeur
6. Spiagge
7. Cercami
8. Medley (con Red Canzian):
  1. Il jolly
  2. Amando amando
  3. Per non essere cosi
  4. L'equilibrista
9. Magari
10. Nessuno tocchi l'amore
11. Un uomo da bruciare
12. L'angelo ferito
13. Medley (con Sonia Mosca e Giacomo Voli):
  1. Viaggia
  2. Inventi
  3. Fantasia
  4. In apparenza
  5. Amico assoluto
14. Lei
15. Madame (cantata da Madame)
16. Madame (Remix)
17. L'avventuriero

#### Secondo tempo
1. La favola mia
2. A braccia aperte
3. Morire qui
4. Amico (con Marco Masini)
5. Resisti
6. L'amore sublime
7. Rivoluzione
8. La tua idea (con Peppe Barra)
9. Fammi sognare almeno tu
10. Omaggio a Mia Martini
11. Figaro
12. Cos'è (filmato tratto da Nightmare Before Christmas)
13. Più su
14. Chiedi di me (Remix)
15. I migliori anni della nostra vita
16. Fortunato
17. Il cielo
18. Finale

### 30 settembre

#### Primo tempo
1. Overture
2. Quel bellissimo niente
3. Vivo
4. Niente trucco stasera
5. Voyeur
6. Spiagge
7. Morire qui
8. Cercami
9. Magari
10. Nei giardini che nessuno sa
11. Omaggio a Gabriella Ferri
12. Questi anni miei
13. Medley (con Sonia Mosca e Giacomo Voli):
  1. No! Mamma, no!
  2. Svegliati
  3. La rete d'oro
  4. Tu che sei mio fratello
  5. Questi amori
  6. Uomo, no!
14. Lei
15. L'angelo ferito
16. Mi vendo (Remix)
17. L’avventuriero

#### Secondo tempo
1. La favola mia
2. A braccia aperte
3. L’amore sublime

Dopo l'esecuzione del brano L'amore sublime lo spettacolo è stato interrotto a causa di un violento nubifragio.

### 1º ottobre

#### Primo tempo
1. Overture
2. Quel bellissimo niente
3. Vivo
4. Niente trucco stasera
5. Voyeur
6. Spiagge
7. Cercami
8. Morire qui
9. Nei giardini che nessuno sa
10. Magari
11. Medley (con Sonia Mosca e Giacomo Voli):
  1. No! Mamma, no!
  2. Svegliati
  3. La rete d’oro
  4. Tu che sei mio fratello
  5. Questi amori
  6. Uomo, no!
12. Resisti
13. Letti (con Serena Autieri)
14. Ancora qui (filmato)
15. Vergognatevi voi
16. Omaggio a Carla Fracci
17. Mentre aspetto che ritorni
18. Il carrozzone (con Amedeo Minghi e Michele Zarrillo)
19. Mi vendo (Remix)
20. L’avventuriero

#### Secondo tempo
1. La favola mia
2. A braccia aperte
3. Fortuna
4. Fermati (con Stefano Bollani)
5. Fammi sognare almeno tu
6. Qualcuno mi renda l’anima
7. Il nostro concerto (con Claudio Baglioni)
8. Amico (con Claudio Baglioni)
9. Spalle al muro
10. Medley (con Mario Biondi):
  1. Il jolly
  2. Amando amando
  3. Per non essere così
  4. L'equilibrista
11. Triangolo (Remix)
12. Rivoluzione
13. Medley (con Mariella Nava, Grazia Di Michele e Rossana Casale):
  1. Viaggia
  2. Inventi
  3. Fantasia
  4. In apparenza
  5. Amico assoluto
14. Più su
15. I migliori anni della nostra vita
16. Fortunato
17. Il cielo
18. Finale

## Trasmissione televisiva
Dall'evento è stato tratto un riassunto televisivo dall'omonimo titolo, 070, trasmesso in prima serata su Canale 5 per due puntate, il 26 ottobre e il 2 novembre 2022 (per poi essere trasmesse in replica, sempre su Canale 5, il 2 e il 9 settembre 2023), con la regia di Roberto Cenci.

### Scalette

#### Prima puntata
1. Overture
2. Quel bellissimo niente
3. Vivo
4. Voyeur
5. Niente trucco stasera
6. Spiagge
7. Cercami
8. Morire qui
9. Amico
10. Medley (con J-Ax e Alex Britti):
  1. Fermoposta
  2. Galeotto fu il canotto
  3. Amore sì, amore no
  4. Baratto
11. Qualcuno mi renda l'anima
12. Medley (con Jovanotti):
  1. Siamo eroi
  2. Artisti
  3. Sogni di latta
  4. Dimmi chi dorme accanto a me
13. Resisti
14. Mi vendo (Remix) (video - con Giorgio Panariello)
15. Monologo di Giorgio Panariello
16. Il carrozzone (con Amedeo Minghi e Michele Zarrillo)
17. Rivoluzione
18. Magari
19. Piazza Grande (con Ron)
20. Spalle al muro
21. Triangolo (Remix) (video - con Paola Minaccioni)
22. Fortuna
23. Fermati (con Stefano Bollani)
24. Mimì sarà (Omaggio a Mia Martini)
25. I migliori anni della nostra vita
26. Seduto sulla Luna
27. Il cielo
28. Finale

##### Extra
1. Amico (mix dei singoli duetti con Morgan, Marco Masini e Francesco Renga)

#### Seconda puntata
1. Cuori liberi (inedito)
2. La favola mia
3. A braccia aperte
4. Mentre aspetto che ritorni
5. Medley (con Diodato):
  1. Ancora fuoco
  2. L'impossibile vivere
  3. Professore
  4. Non sparare!
  5. Quando parlerò di te
6. La logica del tempo
7. Medley (con Fabrizio Moro):
  1. Il caos
  2. Fantasmi
  3. Chiedi di più
  4. Regina
  5. Che ti do
  6. Il caos
8. L'angelo ferito
9. Madame (cantata da Madame)
10. Madame (Remix) (video - con Madame)
11. Più amore
12. Lei
13. Medley (con Mario Biondi):
  1. Il jolly
  2. Amando amando
  3. Per non essere così
  4. L’equilibrista
14. Dormono tutti (video - omaggio a Carla Fracci)
15. Letti (con Serena Autieri)
16. Chiedi di me (Remix) (video - con Morgan)
17. Il maestro
18. Fammi sognare almeno tu
19. O’ pensiero toje (La tua idea) (con Peppe Barra)
20. Nei giardini che nessuno sa
21. L'avventuriero
22. Inventi (con i Neri per Caso)
23. L'amore sublime
24. Nel perdono (cantata da Al Bano)
25. Cos'è (video - tratto dal film Nightmare Before Christmas)
26. Un uomo da bruciare
27. Medley (con Giacomo Voli e Sonia Mosca):
  1. No! Mamma, no!
  2. Svegliati
  3. La rete d’oro
  4. Tu che sei mio fratello
  5. Uomo, no
28. Più su
29. Finale

##### Extra
1. Medley (mix di spezzoni della prima puntata):
  1. Vivo
  2. Niente trucco stasera
  3. Voyeur
  4. Spiagge
  5. Morire qui
  6. Amico
  7. Spalle al muro
  8. Fermati (con Stefano Bollani)
  9. Il cielo
2. La mia sartoria (video)

### Ascolti
| Puntata | Messa in onda   | Ascolti        | Ascolti | Ascolti |
| Puntata | Messa in onda   | Telespettatori | Share   | Fonte   |
| ------- | --------------- | -------------- | ------- | ------- |
| 1       | 26 ottobre 2022 | 2 269 000      | 15,4%   | [ 4 ]   |
| 2       | 2 novembre 2022 | 1 536 000      | 11,7%   | [ 5 ]   |
| Media   | Media           | 1 902 500      | 13,55%  | 13,55%  |

## Formazione

### Band
- Danilo Madonia - direzione musicale, pianoforte e tastiere
- Lele Melotti - batteria
- Lorenzo Poli - basso
- Fabrizio Bicio Leo, Giorgio Cocilovo - chitarre
- Bruno Giordana - sassofono
- Rosario Jermano - percussioni

Arrangiamenti di Renato Serio, Danilo Madonia e Adriano Pennino.

### Orchestra
Orchestra Filarmonica della Franciacorta diretta dal maestro Adriano Pennino:
- Flauti: Giulia Amatruda (prima parte), Daniela Mirabelli
- Oboe: Maria Chiara Arigò (prima parte), Enio Marfoli
- Clarinetti: Monica Parmigiani (prima parte), Pasquale Vito
- Fagotto: Elena Pagnocelli
- Corno: Giovanna Grassi, Gabriele Gregori
- Trombe: Francesco Marsigliese, Valerio Prigiotti
- Tromboni: Pierpaolo D’Aprile, Palmiro Del Brocco
- Basso tuba: Mauro Galafate
- Primi violini: Carla Mulas González, Adele Napoli, Fortunata Vasaturo, Giulia Gori, Elisabetta Cananzi, Laura Zaottini, Elisa Giampà, Silvia Vasaturo, Valentina Iocca
- Secondi violini: Margherita Pelanda, Giulia Anita Bari, Rocco Azzarello, Olga Zagorovskaia, Monica Castorina, Mariana Hanasevych, Anna Fornoni, Giacomo Granchi, Paolo Petrucci, Viero Menapace
- Viole: Marina Molaro, Andrea Domnini, Gianmarco Piemari, Daniel Alejandro Galvez Corrales, Daniele Marcelli, Rachele Stefanelli
- Violoncelli: Ilaria Calabrò, Rachele Pugliano, Susanna García Rubí, Federica Ceccato, Aurora Macci, Chiara Marchetti
- Contrabbassi: Doriano Roccon, Valerio Di Lelio, Giuseppe Civiletti, Eugenio Carreri

### Coro
- Claudia Arvati
- Serena Caporale
- Andrea D’Alessio
- Antonio Granato
- Jury Magliolo
- Marica Ranno
- Zoe Ranno
- Riccardo Rinaudo

### Corpo di ballo
- Coreografie: Kristian Cellini;
- Assistenti coreografo: Elena Ghione, Emanuele Pironti;
- Corpo di ballo: Elisa Boriosi, Francesca Bosco, Tommaso Bracci, Cristian Corsi, Filippo Di Crosta, Mattia Fazioli, Gaia Foglini, Matteo Giudetti, Filippo Grande, Michele Lanzerotti, Gaia Macca, Sofia Macinanti, Valeria Morante, Andrea Pacifici, Emanuele Pironti, Patrizio Ratto, Daniele Rommelli, Maria Pia Taglio, Lorenzo Tanfetti, Leonardo Tonfani, Andrea Tenerini, Francesco Totaro, Alessandro Trazzera.

## Ospiti
Insieme agli ospiti sotto elencati, presenze fisse dell'evento sono i cantanti emergenti Giacomo Voli e Sonia Mosca, che accompagnano il cantautore in un medley per ciascuna serata.

### Prima serata
- Jovanotti
- Neri per Caso
- Morgan
- Fabrizio Moro
- Giorgio Panariello

### Seconda serata
- J-Ax e Alex Britti
- Diodato
- Francesco Renga
- Al Bano

### Terza serata
- Sal Da Vinci
- Mario Biondi
- Ron

### Quarta serata
- Red Canzian
- Madame
- Marco Masini
- Peppe Barra

### Quinta serata
A causa dell'interruzione dello spettacolo poco dopo l'inizio del secondo tempo, per via di un violento nubifragio, gli ospiti inizialmente previsti nel corso della seconda parte del concerto si sono esibiti l'indomani, aggiungendosi a quelli della sesta ed ultima serata.

### Sesta serata
- Serena Autieri
- Amedeo Minghi e Michele Zarrillo
- Stefano Bollani
- Claudio Baglioni
- Mario Biondi
- Mariella Nava, Grazia Di Michele e Rossana Casale